# Korea Engineering Plastics
Korea Engineering Plastics (KEP) ist ein führender südkoreanischer Hersteller von Polyoxymethylen (POM).

## Allgemeines
Das Unternehmen wurde im März 1987 als ein Joint-Venture aus Tongyang Nylon Co., Ltd. in Korea und Mitsubishi Gas Chemical Company Inc. und Mitsubishi Corporation gegründet. KEP war der erste Produzent von POM in Korea. 1998 übernahm die Hyosung Corp. kurzfristig 50 Prozent der Anteile der Tongyang Nylon Co., die wiederum im Dezember 1999 von der Celanese AG aufgekauft wurden. 2019 hat KEP den lokalen Vertrieb in Europa eingestellt, 2020 wird der Vertrieb in den USA eingestellt. Celanese übernimmt den Vertrieb in diesen Regionen mit ihren  lokalen verfügbaren Produkten. KEPITAL kann direkt nur noch ausschließlich in Korea eingekauft werden oder über das Distributionsnetzwerk.
Hauptsitz des Unternehmens ist seit 1987 Seoul. Produktionswerke befinden sich in Ulsan, Pyeongtaek (Korea) und Nantong (China). Das Unternehmen verfügt weltweit über Standorte in Europa, USA und China.

## KEP und seine Rolle auf dem Polyoxymethylen Markt
Marktführer auf dem ca. 800 kt großen Copolymer POM-Markt sind derzeit:
- Celanese (ca. 35 %)
- Polyplastics (ca. 35 %)
- KEP (ca. 12 %)
- Mitsubishi (ca. 12 %)
- BASF (ca. 5 %)

Die Anteilseigner der KEP sind jeweils mit mehreren Tochtergesellschaften aktiv auf diesem Markt vertreten: Die Mitsubishi Corporation mit ihrer Tochter Mitsubishi Gas Chemical Company Inc (Japan/Thailand) und ihrer Beteiligung an der KEP (Südkorea), die Celanese mit ihrer Tochter Celanese Engineered Materials (ehemals Ticona) und den asiatischen Beteiligungen an der Polyplastics (Japan) und KEP (Südkorea).

## Produkte
KEP verkauft Polyoxymethylen (POM) unter dem Markennamen Kepital, Polyamid (PA) als Kepamid und Polybutylenterephthalat (PBT) als Kepex. Celanese verkauft Polyoxymethylen (POM) unter dem Markennamen Hostaform.